# 포켓몬스터 레츠고! 피카츄·레츠고! 이브이
《포켓몬스터 레츠고! 피카츄》와 《포켓몬스터 레츠고! 이브이》는 2018년 11월 16일에 발매된 포켓몬스터 시리즈의 닌텐도 스위치용 롤플레잉 비디오 게임으로 게임프리크에서 개발, 닌텐도와 주식회사 포켓몬에서 배급한다. 1998년 발매된 포켓몬스터 피카츄를 바탕으로 플레이 방법과 시나리오를 새롭게 구축하였다. 해당 게임은 포켓몬 GO, 소프트웨어와 함께 발매된 몬스터볼 플러스와 연동된다.

## 게임 배경
포켓몬스터 피카츄와 유사하게 관동 지방을 배경으로 하고 있다. 1세대 소프트웨어 작품군에서 발표된 151마리의 포켓몬이 등장한다.

## 포켓몬

### 스타팅 포켓몬
- 전기 타입: 피카츄(레츠고 이브이에선 라이벌의 포켓몬
- 노말 타입: 이브이(레츠고 피카츄에선 라이벌의 포켓몬)

### 전설의 포켓몬
- 얼음, 비행 타입: 프리져
- 전기, 비행 타입: 썬더
- 불꽃, 비행 타입: 파이어
- 에스퍼 타입: 뮤츠

### 환상의 포켓몬
- 에스퍼 타입: 뮤

### 알로라 포켓몬
- 꼬렛
- 래트라
- 나시
- 텅구리
- 라이츄
- 꼬마돌
- 데구리
- 딱구리
- 식스테일

(스타팅 포켓몬은 진화할 수 없으며, 교환으로만 진화하는 포켓몬은, 윤겔라-후딘, 고우스트-팬텀, 근육몬-괴력몬, 데구리-딱구리이다.)

## 도시 및 마을

### 태초마을
- 남서부에 위치한 작은 마을로 주인공과 라이벌의 고향이다.
- 오박사 연구소가 있으며 레츠고 피카츄에선 피카츄를,이브이에선 이브이를 파트너로 삼을 수 있다.

### 상록시티
- 태초마을 북쪽과 상록숲 남쪽에 위치한 마을이다.
- 포켓몬 센터와 프랜들리 숍이 처음으로 등장한다.
- 이곳에서 처음으로 체육관을 볼 수 있는데, 관장은 나중에 로켓단 보스인 비주기임이 밝혀지며 나중에는 그린이 관장을 맡게 된다. 비주기는 땅 타입을 주로 쓰며 그린은 여러 가지 타입의 포켓몬을 쓴다. 승리할 경우 포켓몬 리그 공식 뱃지인 그린뱃지를 받게 된다.
- 처음에 바로 도전할것 같지만 처음엔 체육관 문이 잠겨 있어 마지막으로 도전해야 한다.

### 회색시티
- 상록숲 북쪽과 달맞이산 서쪽에 위치한 마을이며 북쪽으로는 고대 포켓몬의 화석을 전시해 놓은 과학 박물관이 있다. 입장료는 50원이며 뒷문으로 들어오면 '호박석'을 받을 수 있다.
- 이 마을의 포켓몬 센터 안에는 노래하는 푸린이 있다. 피카츄와 이브이는 이걸 보고 잠이 드는 경우가 있다.
- 이 곳에서 처음으로 체육관에 도전을 하게 된다. 관장은 웅이며 사용하는 타입은 바위 타입. 꼬마돌과 롱스톤을 상대로 이기게 되면 회색뱃지와 기술머신01 '박치기'를 받게 된다.

### 블루시티
- 달맞이산 동쪽과 노랑시티 북쪽에 있는 마을이며 자전거가게가 있다.
- 북서쪽에는 뮤츠가 서식하고 있는 블루시티 동굴이 있다.
- 승선티켓을 소지한 채로 지붕이 넓은 집으로 가면 로켓단이 존재한다. 물리치면 기술머신28 '구멍파기'를 받는다.
- 북쪽의 24번 도로로 가면 라이벌과 트레이너들이 승부를 걸어온다. 모두 승리하면 금구슬을 받을 수 있다.
- 어떤 집으로 가면 잡은 포켓몬의 수에 따라서 꼬부기를 받게 되고, 북서쪽에서는 어떤 트레이너에게서 잡은 포켓몬의 수에 따라서 파이리를 얻게 된다.
- 체육관 관장은 이슬. 사용하는 타입은 물타입. 고라파덕과 아쿠스타를 상대로 승리하면 블루뱃지와 기술머신 '열탕'을 얻는다.

### 갈색시티
- 노랑시티 남쪽에 위치한 항구도시로 요코하마시를 모델로 하였다.
- 포켓몬 애호가 클럽이 있고 동쪽으로는 디그다의 굴이 있다.
- 애호가 클럽 회장의 이야기를 끝까지 들으면 회장이 레츠고 피카츄에선 피카츄세트를 레츠고 이브이에선 이브이세트를 준다. 가방에 트렁크에서 갈아입을 수 있다.
- 이 마을의 체육관에 들어가는 방법은 좀 까다로운데, 앞에서는 나무가 가로막고 있다. 이는 비전머신 풀베기로 벨 수 있으며 남쪽 항구에 정착해 있는 상트안느호에서 이것을 받을 수 있다. 체육관의 관장과 만나려면 쓰레기통을 뒤져서 스위치를 연속으로 두 개를 찾아야 한다. 한 번이라도 실패하면 처음부터 다시 찾아야 한다.
- 체육관 관장은 마티스. 사용하는 타입은 전기타입. 찌리리공, 피카츄, 라이츄를 상대로 이기면 갈색뱃지와 기술머신24 '10만 볼트'를 받는다.
- 잡은 포켓몬의 수에 따라서 여경이 꼬부기를 준다.

### 보라타운
- 돌산 터널 남쪽에 있는 마을로 북동쪽에는 죽은 포켓몬들의 영혼이 쉬는 포켓몬 타워가 있다.
- 포켓몬 타워에서는 괴담이 전해져 내려오며, 그것을 의미하는 포켓몬의 무덤이 많이 있다. 또한 여기에서는 유령이 많이 나오는데, 실프스코프를 지니는 경우 유령의 본 모습을 볼 수 있다. 정상에는 등나무 할아버지가 있으며 등나무 할아버지를 로켓단으로부터 구하는 경우 할아버지에게서 포켓몬피리를 받을 수 있다.

### 무지개시티
- 노랑시티 서쪽에 있는 마을로 관동 지방에서 유일하게 백화점이 있으며 게임 코너도 있다.(게임코너라고 게임을 할 수 있는 건 아니다.)게임 코너 아래에는 로켓단아지트가 있으며 그 안에서 비주기를 처음으로 만나게 된다. 실프스코프는 여기서 찾을 수 있다.
- 체육관 관장은 민화. 사용하는 타입은 풀 타입. 승리하게 되면 무지개뱃지와 기술머신 "메가드레인"을 얻는다.

### 연분홍시티
- 갈색시티보다 남쪽에 있는 마을로, 사파리존이 있다.
- 해변에서 '금틀니' 아이템을 얻어 사장에게 가져다 주면 비전머신 '바위깨기' 을 받는다.
- 체육관 관장은 독수이다. 타입은 독 타입이며, 승리시 연분홍뱃지와 기술머신06 '맹독'을 받게 된다.
- 사파리존이 있던 곳에 GO파크가 있다.

### 노랑시티
- 지방의 중심이다.
- 주인공을 따라하는 '흉내쟁이 아가씨'가 있다. 삐삐를 보여주면 [기술머신]대타출동을 받을 수 있다.
- 도심 중앙에 '실프주식회사'가 있다. 로켓단에게 점령당하게 된다. 이 부분을 플레이하면서 라프라스를 얻게 되고, 클리어 시 마스터볼을 얻는다.
- 체육관 관장은 초련으로 승리시 골드배지를 받는다.
- 격투도장에서 30레벨인 홍수몬과 시라소몬 중에 1마리를 얻을 수 있다.

### 홍련마을
- 관동지방 최서남단에 위치한 마을이다.
- 플레이하며 얻은 화석을 소생시킬 수 있다.
- 관장은 강연, 불꽃 타입을 사용하며 승리시 진홍뱃지를 받는다.
- 처음에 체육관 문은 잠겨 있다. 근방의 폐건물인 포켓몬 저택에 들어가 열쇠를 찾아 열어야 한다. 퀴즈 방식으로 진행하며 정답일 시 그냥 통과, 오답일 시 통로에 배치된 트레이너와 시합 후 지나갈 수 있다.

## 기타
- 달맞이산
- 상록숲
- 블루시티동굴
- 쌍둥이섬

## 평가
| 평가 |                                                       |
| --- | ----------------------------------------------------- |
| 통합 점수 통합사 점수 메타크리틱 79/100 ( Let's Go, Pikachu! ) [ 1 ] 80/100 ( Let's Go, Eevee! ) [ 2 ] 평론 점수 평론사 점수 EGM 8.5/10 [ 3 ] 유로게이머 8/10 [ 4 ] 패미츠 37/40 [ 5 ] 게임프로 85/100 [ 6 ] 게임스팟 8/10 [ 7 ] 게임스레이더+ [ 8 ] IGN 8.3/10 [ 9 ] 닌텐도 라이프 [ 10 ] US게이머 [ 11 ] The Daily Telegraph [ 12 ] |                                                       |
| 통합 점수 |                                                       |
| 통합사 | 점수                                                  |
| 메타크리틱 | 79/100 (Let's Go, Pikachu!) 80/100 (Let's Go, Eevee!) |
| 평론 점수 |                                                       |
| 평론사 | 점수                                                  |
| EGM | 8.5/10                                                |
| 유로게이머 | 8/10                                                  |
| 패미츠 | 37/40                                                 |
| 게임프로 | 85/100                                                |
| 게임스팟 | 8/10                                                  |
| 게임스레이더+ | [ 8 ]                                                 |
| IGN | 8.3/10                                                |
| 닌텐도 라이프 | [ 10 ]                                                |
| US게이머 | [ 11 ]                                                |
| The Daily Telegraph | [ 12 ]                                                |

## 같이 보기
- 포켓몬스터 파이어레드·리프그린

### 내용주
1. ↑  일본어: ポケットモンスター Let's Go! ピカチュウ, 영어: Pokémon: Let's Go, Pikachu!
2. ↑  일본어: ポケットモンスター Let's Go! イーブイ, 영어: Pokémon: Let's Go, Eevee!

### 참조주
1. ↑  “Pokemon: Let's Go, Pikachu!”. 《Metacritic》. 2018년 12월 26일에 원본 문서에서 보존된 문서. 2018년 11월 13일에 확인함.
2. ↑  “Pokemon: Let's Go, Eevee!”. 《Metacritic》. 2018년 11월 25일에 원본 문서에서 보존된 문서. 2018년 11월 13일에 확인함.
3. ↑  “Pokémon: Let's Go, Eevee! Review”. 《Electronic Gaming Monthly》. 2018년 11월 13일.
4. ↑  “Pokémon Let's Go: Pikachu e Let's Go Eevee”. 《Eurogamer》. 2018년 11월 13일에 확인함.
5. ↑  Romano, Sal (2018년 11월 13일). “Famitsu Review Scores: Issue 1563”. Gematsu.
6. ↑  “Pokémon: Let's Go, Pikachu!”. 《GamePro》. 2018년 11월 13일.
7. ↑  Dekker, Jacob (2018년 11월 13일). “Pokémon: Let's Go, Pikachu! and Let's Go, Eevee! - A fresh Pallet.”. 《GameSpot》. 2018년 11월 13일에 확인함.
8. ↑  “Pokemon Let's Go review”. 《GamesRadar》. 2018년 11월 13일.
9. ↑  Sanchez, Miranda (2018년 11월 13일). “Pokemon: Let's Go, Pikachu and Eevee Review”. 《IGN》.
10. ↑  “Review: Pokémon: Let's Go, Pikachu! and Let's Go, Eevee! - The Perfect Entry Point For Newcomers, A Nostalgia Trip For Veterans”. 《Nintendo Life》. 2018년 11월 13일.
11. ↑  Oxford, Nadia (2018년 11월 15일). “Pokemon Let's Go Review”. USgamer. 2022년 3월 4일에 원본 문서에서 보존된 문서. 2018년 12월 14일에 확인함.
12. ↑  “Pokémon Let's Go review: Is new Switch game next step for Pokémon Go players?”. 《The Daily Telegraph》. 2018년 11월 13일.